# Estação Antônio Falcão
A Estação Antônio Falcão é uma das estações do Sistema de Trens Urbanos do Recife, situada em Recife, entre a Estação Imbiribeira e a Estação Shopping.
Foi inaugurada em 2008 e atende a moradores e trabalhadores da região central do bairro da Imbiribeira.

## Localização
Fica localizada na avenida General MacArthur (continuação da avenida Antônio Falcão) no cruzamento com a avenida Sul.

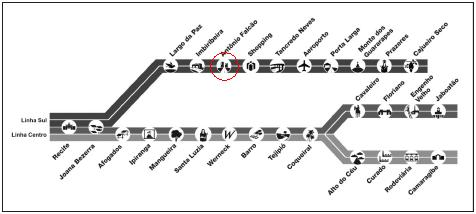
Mapa da linha mostrando a Localização da Estação

## Características
Trata-se de uma estação elevada, com plataforma central não revestida permitindo a melhor entrada natural de ar e luz.
Possui apenas uma saída com frente para a avenida General MacArthur. Possui estrutura em concreto aparente, bloqueios eletrônicos e acesso para pessoas portadoras de deficiência física.
A capacidade da estação é de 1.000 passageiros no horário de pico.

## Curiosidades
A entrada da estação era protegida da avenida com uma grande barra horizontal de inox, até que um carro desgovernado subiu na mureta e a arrancou completamente, hoje, a barra toda retorcida esta ao lado da escada rolante e tal fato fez com que fossem colocados proteções com pedaços de trilhos pintados nas laterais da estação, onde o carro entrou e subiu na entrada da estação.
A estação possuía apenas uma catraca para desembarque, causando tumultos no desembarque, fora instalado uma nova catraca após a inauguração do trecho final entre Tancredo Neves e Prazeres, porem esta catraca vive com uma placa de "piso molhado" impossibilitando o seu uso, na verdade a catraca não está quebrada, o aviso está lá somente porque os seguranças acham melhor liberá-la para uso apenas quando há aglomeração de pessoas.
Chegou a ser a estação com a maior demanda da linha com media de 1500 pessoas por dia até a inauguração da estação Prazeres. Hoje responde pelo segundo lugar em demanda da Linha Sul.

## Tabela
| Estação        | Inauguração                                                   | Capacidade                 | Integração                  | Plataformas | Posição | Notas                                      |
| -------------- | ------------------------------------------------------------- | -------------------------- | --------------------------- | ----------- | ------- | ------------------------------------------ |
| Antonio Falcão | 27 de março de 2008 (Oficial) 28 de março de 2008 (Comercial) | 1000 passageiros hora/pico | R$ 1,60 / R$ 2,15 / R$ 3,25 | Central     | Elevada | Estação com estrutura de concreto aparente |